# Chalcides pseudostriatus
Chalcides pseudostriatus е вид влечуго от семейство Сцинкови (Scincidae). Видът е почти застрашен от изчезване.

## Разпространение и местообитание
Разпространен е в Испания и Мароко.
Обитава планини, възвишения, градини, храсталаци, крайбрежия и плажове.

## Описание
Популацията на вида е намаляваща.